# Гамконора
Гамконора (индон. Gunung Gamkonora) — вулкан, расположенный в провинции Северное Малуку на острове Хальмахера, Индонезия.
Представляет собой стратовулкан с 4 кратерами, которые вытянуты с севера на юг на расстояние 1,3 км. В одном из кратеров находится небольшое вулканическое озеро, размером 100x150 м.
Извержения вулкана постоянно фиксировали начиная с XVI века. Первое зафиксированное разрушительное извержение было зафиксировано в 1673 г. Оно сопровождалось цунами, которое смыло несколько прибрежных деревень. Впоследствии вулкан уснул на два столетия. Начиная с XIX века по настоящее время вулкан извергался около десятка раз. Население неоднократно эвакуировалось. Последний раз вулкан активно себя вёл в июле 2007 г. Тогда произошло фреатическое извержение. Вулканический пепел достиг высоты 1800 м. и покрыл близлежащую местность в радиусе 7 км от эпицентра извержения. Впоследствии активность вулкана усиливалась, в радиусе 50 метров вулкан выбрасывал обломки горных пород, столб пепла поднялся на высоту 4,1 км. Было эвакуировано около 8 тыс. человек. Повышенная сейсмичность наблюдалась в мае 2011 года, вершина вулкана покрылась белым дымом, который поднялся на высоту 150 м. Окончательно вулкан успокоился в начале сентября 2012 года. Имелись сведения в печати, что вулкан извергался активно в июне 2012 г., но данные докладов вулканологических организаций CVGHM и VAAC не подтвердили этой информации. Также считается ошибочной публикация в английской газете «Antara News» о извержении вулкана Гамконора в 1913 г. Впоследствии учёные выяснили, что извергался другой близлежащий вулкан — Дуконо.